# Pechenga
Pechenga ((em russo:  Пече́нга; em sueco:  Petsamo; em norueguês:  Petsjenga; em lapão setentrional:  Beahcán) é uma localidade urbana (um assentamento de tipo urbano) no distrito de Pechengsky, Oblast de Murmansk, Rússia. No município, é incorporado como Assentamento Urbano de Pechenga do distrito municipal de Pechengsky. População: 3.188 (Censo de 2010); 2.959 (Censo de 2002); 2.671 (Censo de 1989).

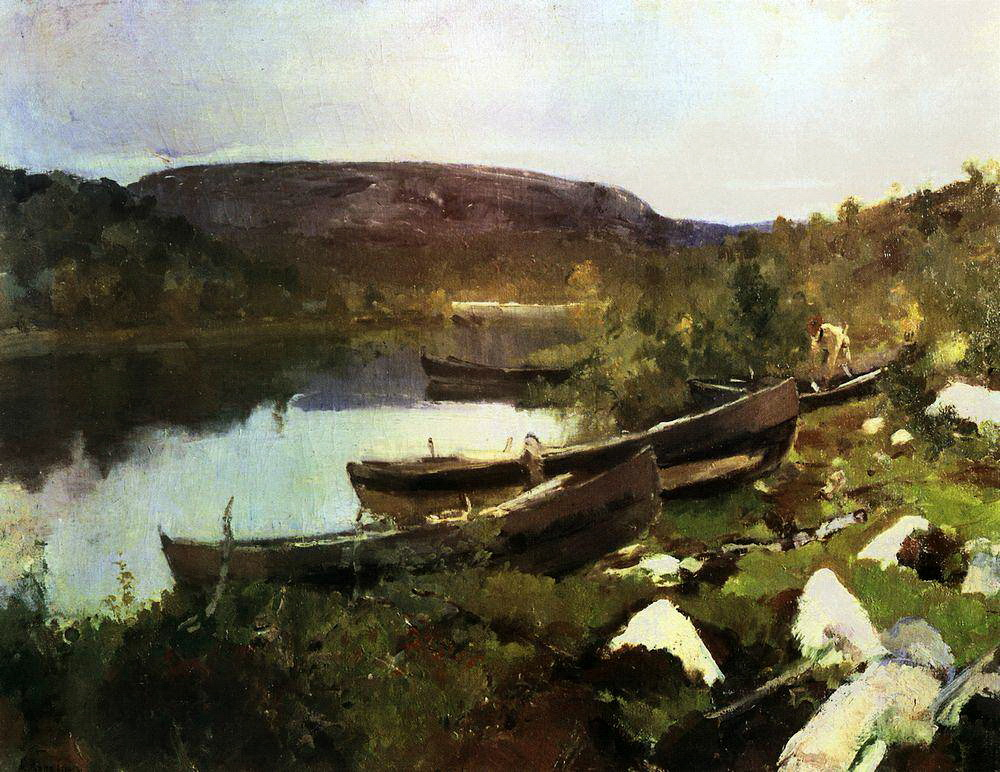
Barcos de Pesca em Pechenga por Konstantin Korovin.